# Micromygale diblemma
Micromygale diblemma är en spindelart som beskrevs av Norman I. Platnick och Forster 1982. Micromygale diblemma ingår i släktet Micromygale och familjen Microstigmatidae.
Artens utbredningsområde är Panama. Inga underarter finns listade i Catalogue of Life.